# Menhir von Bucha
Der Menhir von Bucha, auch Der Spitze Stein genannt, ist ein vermutlich bronzezeitlicher Menhir bei Bucha, einem Ortsteil von Cavertitz im Landkreis Nordsachsen.

## Lage
Der Menhir befindet sich etwa 600 m östlich des Buchaer Ortsteils Zeuckritz an der Straße in Richtung Schöna. Dort steht er auf einer leichten Anhöhe.

## Beschreibung
Der Menhir besteht aus rotem Granit. Er ist unregelmäßig geformt, eher rundlich und läuft nach oben spitz zu. Er hat eine Höhe von 87 cm, eine Breite von 130 cm und eine Tiefe von 80 cm. Möglicherweise war er einst Bestandteil der Steinumfassung eines bronzezeitlichen Grabhügels und wurde erst später an seinen heutigen Standort versetzt.